# 莉莉瑪蓮
《莉莉瑪蓮》（Lili Marleen）是一首在二次大戰期間，流傳的一首用德語演唱的描寫一個士兵與其戀人的愛情歌曲。它首先在德軍士兵中間廣汎流傳。之後，隨著歌曲影響力的擴大，這首歌也在盟軍士兵中間流傳開來。當時在地中海沿岸的各戰場，不論德軍還是盟軍都可以通過收音機廣播聽到這首歌。歌曲中所抒發出的真摯情感和優美旋律引發了人們的共鳴，使它在二戰期間成爲了一首超越敵我陣營的共享歌曲。多年之後，該歌作曲家諾伯特·舒爾茨談到當時北非戰場的情形時，這樣回憶道：“在那段時間，每天晚上只要收音機裏響起了這首歌曲時，交戰雙方不約而同地停止了交火，……直至播放完這首歌”。

## 歌曲的歷史背景

### 二戰之前
《莉莉瑪蓮》的歌詞寫於1915年，作者是漢斯·萊普（Hans Leip）。1914年一戰爆發時，他正在漢堡郊區罗滕博格特的一所學校任教師。翌年的1915年漢斯·萊普被徵召入伍，在部隊開赴東綫俄國戰場之前，他每天在軍營門口站崗放哨，期間他寫下了《莉莉瑪蓮》這首詩。在詩中使用了他的兩個女友名字，這兩個人一個是厨師（莉莉），另一個是護士長（瑪蓮），兩個人在詩中變成了“莉莉瑪蓮”一個人。漢斯·萊普將這首詩的標题命名為《Das Mädchen unter der Laterne》（德語：路燈下的女孩）。一戰結束19年之後的1937年，德國出版的一部名爲《Die kleine Hafenorgel》（德語：小小的港灣風琴）的詩集將這首詩收錄了進去。
1938年，作曲家諾伯特·舒爾茨（Norbert Schultze）為这首詩譜了曲，改名爲《Das Lied eines jungen Soldaten auf der Wacht》（德語：一個年輕士兵的值班之歌）。原本是為男歌手寫的歌曲，舒爾茨先送給一位有名的男高音歌唱家，这位歌唱家認爲歌曲太簡單，拒絕演唱。後來舒爾茨又請夜總會的女歌手拉莉·安德森演唱這首歌，并在1939年錄製了唱片。據説首次發行了7,000多張唱片，但是市場對此反響平平，唱片發行之後的一年半閒，其銷售量僅爲發行量的十分之一。人們普遍認爲，如果不是因爲後來的特殊偶然機遇，這首歌曲或許會默默無聞地被人們遺忘。

### 二戰期間
1941年4月德軍占領了南斯拉夫之後在貝爾格萊德開設了廣播電臺，專門爲前綫作戰的德軍進行廣播，廣播範圍涵蓋巴爾幹半島、北非地區以及其他歐洲部分地區。在這期間，一位在電臺工作的中尉在維也納休假時，電臺方面要求他收集一些音樂唱片，他就在舊貨市場采購了一些包括《莉莉瑪蓮》在内的二手唱片。這些唱片帶回到電臺後，電臺負責人卡爾·海因茨·萊因特根發現這些音樂唱片不是被禁播就是不適合戰地廣播，只有《莉莉瑪蓮》這張唱片適合播放。8月18日電臺開始播放這張唱片，由於沒有其他可替代的輕鬆歌曲唱片，電臺就反復播放這張唱片，於是這首歌就開始流行起來。這首歌播出之後遭到了納粹宣傳部部長約瑟夫·戈培爾的反對，他認爲這首歌曲會使士兵們喪失戰鬥意志，因此下令禁止播放這首歌曲。然而禁令下達之後，前綫各地士兵們紛紛寫信給電臺，要求恢復播放這首歌曲。德國非洲軍團的統帥隆美爾將軍也喜歡這首歌曲，他要求貝爾格萊德電臺將這首歌作爲常規固定節目來播出。在他和士兵們的要求之下，電臺恢復了播出，並在每天晚上結束全天播音之前的9時57分準時播放這首由安德森演唱的歌曲。在這之後，電臺每天都收到12,000多封來自前綫士兵的信，大部分話題都是圍繞著《莉莉瑪蓮》，它成爲了最受德軍歡迎的戰地歌曲。
除了德國本土以外，這首歌曲也很快風靡了歐洲大陸其他國家，各國歌手們紛紛演唱這首歌。在這些不同語言的版本中，有1941年法國女歌唱家蘇茜·索利多爾演唱最早的法語版、丹麥女歌唱家艾爾莎·西格弗斯演唱的丹麥語版、1942年瑞典男歌唱家斯文-奧洛夫·桑德伯格演唱的瑞典語版、芬蘭男歌唱家格奥爾格·馬爾姆斯滕演唱的芬蘭語版 、荷蘭男歌唱家盧·班迪演唱的荷蘭語版以及在戰爭期間與《莉莉瑪蓮》作曲家諾伯特·舒爾茨結婚的保加利亞女電影演員伊娃·萬嘉演唱的保加利亞語版、1943年意大利男歌唱家卡洛·布提、女歌手丽娜·特米尼演唱的意大利語版以及匈牙利女電影演員卡塔琳·卡拉迪演唱的匈牙利語版等多國語言版本。
盟軍方面，在北非作戰的英國第八軍團的士兵們也喜歡上了這首德國歌曲，他們將這首歌親切地稱為“第八軍歌”。英國戰後的政治家和作家的菲茨羅伊·麥克林當時作爲第八軍團的二等兵在北非服役。他在後來回憶錄《走進東方》中描述了這首歌在1942年初北非西部沙漠戰役中聽到這首歌後的感受：“她的嗓音渾厚、性感、懷舊、甜美，彷彿能觸動你的心弦，這首歌被流暢的旋律和淒美感傷的歌詞所縈繞，它遠在來自遠方的歐洲大陸貝爾格萊德，我不知道何時才能見到它，也不知道我們見到到它時會是什麼樣子”。除了英軍之外，這首歌也在美軍和各地抵抗納粹的地下組織和游擊隊中間流傳開來。
1943年，在二戰期間成立的美國戰略情報局（OSS）對德國和意大利軸心國展開了宣傳心理戰。爲此，OSS從好萊塢招募了包括曾經拒絕與納粹德國合作，後來成爲美國公民的德國女演員瑪蓮娜·迪特利希在内的多名表演藝術家為該臺的“士兵頻道”錄製節目，其中，迪特利希錄製了不少德語歌曲，而《莉莉瑪蓮》最受歡迎，《莉莉瑪蓮》反過來成爲了盟國向德國傳播的宣傳音樂。後來瑪蓮娜·迪特利希在歐洲前綫的勞軍演出期間，也為盟軍官兵演唱這首深受歡迎的歌曲。
到了1944年，英國詩人托米·康納為歌曲填寫了英文歌詞，於是有了英文版的《我燈光下的莉莉》，1944年5月安娜·謝爾頓所唱的版本被認爲是英語最早版本 。同年6月27日RCA唱片公司發行了佩里·科莫演唱的唱片，這首歌曾經是美國的歌曲榜上的第13位。與此同時迪卡唱片公司也發行了希爾德加·洛雷塔演唱版本的唱片 。
1944年11月意大利戰場的美軍第78步兵師的中士哈利·派恩（Harry Pynn）以詼諧幽默的方式，將這首樂曲重新改寫了歌詞並命名為：《D-Day Dodgers》的進行曲。英文的“Dodger”是“躲閃、逃跑”的意思，據説有人將意大利戰場的盟軍部隊譏諷為逃離諾曼底戰役的“D-Day”逃兵，哈利·派恩的這首歌詞是爲在意大利戰場作戰的盟軍官兵而寫，它以“我們是D-Day的逃兵”的自嘲口吻回擊了這種譏諷，以此紀念那些在意大利戰場陣亡的盟軍官兵。
由於貝爾格萊德的德軍電臺的廣播宣傳，使得《莉莉瑪蓮》聲名鵲起，拉莉·安德森1939年版的唱片也因此備受熱捧，該唱片在戰爭期間的銷售量超過了100萬張。二戰結束之後，盟軍最高統帥艾森豪威爾曾這樣評價道：“戰爭期間，漢斯·萊普是唯一的一位把快樂帶給了全世界的德國人。”

## 戰後各年代不同版本
這首歷經軍營號聲、戰場硝烟的士兵愛情歌曲自問世以來被翻譯成了48種語言。在二戰結束後的大半個世紀，《莉莉瑪蓮》用不同語言、以不同風格在世人當中相承傳唱，它成爲了一首久唱不衰的世界經典名曲。以下是各個不同年代的版本。
- 1951年美國女歌唱家馬莎·蒂頓（英语：Martha Tilton）（寇勒爾唱片公司（英语：Coral Records））演唱的英語版 （页面存档备份，存于）[16]
- 1958年美國男歌手漢克·洛克林（英语：Hank Locklin）演唱的美國鄉村音樂版 （页面存档备份，存于）[17]
- 1961年美國女歌唱家康妮·弗朗西斯演唱的法語版 （页面存档备份，存于）[18]和意大利語版 （页面存档备份，存于）[19]
- 1962年英國女歌唱家薇拉·琳恩演唱的英語版 （页面存档备份，存于）[20]
- 1971年韓國女歌手李妍實（Lee Yeon Sil）[21]演唱的韓語版
- 1972年法國女歌唱家瑪麗·拉芙萊（英语：Marie Laforêt）演唱的法語版 （页面存档备份，存于）[22]
- 1975年日本女歌唱家加藤登紀子演唱的日語版 （页面存档备份，存于）[23]
- 1982年香港男歌唱家林子祥演唱的粵語版 （页面存档备份，存于）[24]
- 1986年匈牙利女歌手朱迪特·赫納迪（英语：Judit Hernádi）演唱的匈牙利語版 （页面存档备份，存于）[25]
- 1991年克羅地亞男歌唱家斯捷潘·吉米·斯塔尼奇演唱的克羅地亞語版 （页面存档备份，存于）[26]
- 1993年德國女歌唱家瑪格特·埃斯肯斯（英语：Margot Eskens）演唱的德語版 （页面存档备份，存于）
- 1997年愛爾蘭女歌唱家多洛雷斯·基恩（英语：Dolores Keane）演唱的英語版 （页面存档备份，存于）[27]
- 1998年中國女歌唱家王慧娟演唱的中文國語版 （页面存档备份，存于）[28]
- 2001年比利時女歌唱家麗莎·戴爾·博（英语：Lisa del Bo）演唱的德語版 （页面存档备份，存于）[29]
- 2003年法國女歌唱家安妮-凡德洛（英语：Anne Vanderlove）演唱的法語版 （页面存档备份，存于）[30]
- 2010年德國女歌手娜塔莉亞‧施密特演唱的俄語版
- 2011年斯洛文尼亞男歌唱家弗拉多·克雷斯林（英语：Vlado Kreslin）演唱的斯洛文尼亞語版 （页面存档备份，存于）[31]
- 2015年西班牙女歌手瑪麗娜·羅塞爾（英语：Marina Rossell）演唱的加泰羅尼亞語版
- 2016年塞爾維亞女歌唱家安雅·帕夫洛維奇（Anja Pavlović）演唱的塞爾維亞語版 （页面存档备份，存于）[32]
- 2019年埃及音樂家哈桑·紹基爾發佈了他為羅伊·埃策爾（德语：Roy Etzel）小號演奏（1961年）編寫的阿拉伯語歌詞
- 2021年Folkadu樂隊的女歌唱家耶爾·加特（Yael Gat）演唱的希伯來語版 （页面存档备份，存于）[33]
- 智利的西班牙語版軍隊進行曲 （页面存档备份，存于）[34]
- 巴西的葡萄牙語版軍隊進行曲 （页面存档备份，存于）[35]

## 電影作品
《莉莉瑪蓮》作爲主題曲或作爲插曲經常出現在各種題材的電影當中。

### 英國電影
1944年英國導演漢弗萊·詹寧斯拍攝了一齣題為《The True Story Of Lili Marlene》（莉莉瑪蓮的真實故事）的紀實性影片。

### 美國電影
1961年由斯坦利·克雷默擔任導演、瑪蓮娜·迪特利希出演的《紐倫堡的審判》影片中穿插了莉莉瑪蓮的背景音樂。
- 電影片段（YouTube頻道） （页面存档备份，存于）

### 德國（西德）電影
1981年西德電影導演寧那·華納·法斯賓德編導了改編版的故事影片《莉莉瑪蓮》
（Lili Marleen (film)）。影片以拉莉·安德森為原型，以“莉莉瑪蓮”為主題曲，描寫了一個受世人追捧的德國女歌手維利（Willie）（漢娜·許古拉飾演）與一個瑞士籍猶太音樂家羅伯特（Robert）（吉安卡羅·吉安尼尼飾演）之間充滿波折的愛情故事。
- 電影片段（YouTube頻道） （页面存档备份，存于）
- 中文配音完整電影（YouTube頻道）

### 塞爾維亞電影
1995年塞爾維亞電影導演艾米爾·庫斯圖里察在他的電影作品《地下社會》裏穿插了一段記錄前南斯拉夫總統鐵托葬禮的電影畫面，在這段記錄影片畫面中采用了安德森的原版錄音作爲其背景音樂，曾經領導過南斯拉夫游擊隊與德軍作戰的鐵托元帥據説非常喜歡這首歌曲。
- 鐵托葬禮畫面（YouTube頻道） （页面存档备份，存于）

### 德國短影片
2021年德國電影導演路德維希·巴赫曼（Ludwig Bachmann）執導了由羅曼·貝辛（Roman Bessing）、馬爾科·利塔（Marco Litta）、倫納特·鄧斯特（Lennart Dunst）、丹尼爾·格雷夫（Daniel Grave）等人出演的時長約20分鐘的短影片《莉莉瑪蓮》。影片描述了1944年6月諾曼底戰役開始後，駐守在諾曼底前綫的德軍士兵保羅（Paul）和其他戰友，與美國101空降師傘兵交了火。交戰中，美國士兵曼寧斯（Mannings）小隊的戰友全都陣亡，他是唯一的倖存者，為了讓自己從死亡恐懼中冷靜下來，他用小號吹奏起了《莉莉瑪蓮》，聽到這首歌的德軍士兵保羅不禁想起了他的妻子和未出世的女兒，與家人團聚的求生欲望促使他主動向美國士兵投降。本片根據美國士兵傑克·圖勒（Jack Tueller）的真實經歷改編。
- 短影片《莉莉瑪蓮》（YouTube頻道）

## 歌詞
| 德語歌詞 | 中文翻譯 |
| --- | --- |
| Vor der Kaserne Vor dem großen Tor Stand eine Laterne Und steht sie noch davor So wollen wir uns da wieder sehen Bei der Laterne wollen wir stehen Wie einst Lili Marleen                                           | 在兵營雄威的大門前， 那裏有一座路燈。 如果它依然矗立， 我们就在燈下再次相會。 就像從前啊，莉莉瑪蓮， 就像從前啊，莉莉瑪蓮。                                             |
| Unsere beide Schatten Sahen wie einer aus Daß wir so lieb uns hatten Daß sah man gleich daraus Und alle Leute sollen es sehen Wenn wir bei der Laterne stehen Wie einst Lili Marleen Wie einst Lili Marleen.        | 我們的身影交織如一體， 讓每個人見證我們愛的永恆。 所有的人都將看見， 我們相會在那路燈下。 就像從前啊，莉莉瑪蓮， 就像從前啊，莉莉瑪蓮。                                 |
| -{Schon rief der Posten, Sie blasen Zapfenstreich Das kann drei Tage kosten Kamerad, ich komm sogleich Da sagten wir auf Wiedersehen Wie gerne wollt ich mit dir geh’n Mit dir Lili Marleen Mit dir Lili Marleen.}- | 衛兵對我說， 歸營號已吹響， 快說再見吧，兄弟， 否則三天都走不了。 分别時你對我說再呆一會吧。 想和你一起，我躊躇不前。 想和你一起啊，莉莉瑪蓮， 想和你一起啊，莉莉瑪蓮。 |
| Deine Schritte kennt sie, Deinen zieren Gang Alle Abend brennt sie, Doch mich vergaß sie lang Und sollte mir ein Leids geschehen Wer wird bei der Laterne stehen Mit dir Lili Marleen Mit dir Lili Marleen.         | 你熟悉我堅定的脚步聲， 每夜癡癡地等候， 我來得再晚也从不怨懟。 不管我發生什麽事 依然等候在那路燈下 想和你一起啊，莉莉瑪蓮， 想和你一起啊，莉莉瑪蓮。                    |
| -{Aus dem stillen Raume, Aus der Erde Grund Hebt mich wie im Traume Dein verliebter Mund Wenn sich die späten Nebel drehn Werd’ ich bei der Laterne stehen Wie einst Lili Marleen Wie einst Lili Marleen.}-         | 天地閒仿佛只剩下你我 你火熱的雙唇令我猶墜夢中 当夜霧彌漫 我將回到路燈下 就像從前啊，莉莉瑪蓮， 就像從前啊，莉莉瑪蓮。                                                   |

## 檢索資料
- 舊歌集網站（Second Hand Songs）的各年代版本  （页面存档备份，存于）
- 熊家族唱片公司（英语：Bear Family Records）曾發行過7隻CD盒裝包含了195個不同版本的《莉莉瑪蓮》[39]

## 備註
1. 1 2 3  .   [2022-02-09]. （原始内容存档于2022-03-17）.
2. ↑  .   [2023-03-21]. （原始内容存档于2023-02-23）.
3. ↑  .   [2022-02-17]. （原始内容存档于2022-05-27）.
4. ↑  A song conquers the world: 'Lili Marleen'
5. ↑  .   [2022-12-28]. （原始内容存档于2022-12-28）.
6. ↑  Lilì Marlen (Canzone della lanterna) by Carlo Buti
7. ↑  Eastern Approaches. Part 3, ch 13 "Grand Finale"
8. ↑  CIA Web
9. ↑  .   [2022-02-19]. （原始内容存档于2022-03-15）.
10. ↑  .   [2023-03-21]. （原始内容存档于2023-03-21）.
11. ↑  .   [2022-02-04]. 原始内容存档于2022-03-16.
12. ↑  （目錄數：20-1592-A），背面為"First Class Private Mary Brown"，之後以目錄數20-2824-A重新發行，背面為"I Love You Truly"
13. ↑  .   [2022-02-03]. 原始内容存档于2022-03-23.
14. ↑  The Battle of Monte Cassino and the Italian Campaign
15. ↑  Buttsy's Moments to Remember
16. ↑  .   [2022-02-03]. 原始内容存档于2022-03-17.
17. ↑  .   [2022-02-17]. 原始内容存档于2022-03-17.
18. ↑  .   [2022-02-08]. 原始内容存档于2022-03-17.
19. ↑  .   [2022-02-04]. 原始内容存档于2022-03-17.
20. ↑  .   [2022-02-10]. 原始内容存档于2022-03-16.
21. ↑  .   [2022-02-17]. 原始内容存档于2022-03-15.
22. ↑  .   [2022-02-03]. 原始内容存档于2022-06-30.
23. ↑  .   [2022-02-04]. 原始内容存档于2022-03-16.
24. ↑  .   [2022-02-17]. 原始内容存档于2022-03-17.
25. ↑  .   [2022-02-17]. 原始内容存档于2022-03-16.
26. ↑  .   [2022-02-15]. 原始内容存档于2022-02-15.
27. ↑  .   [2022-02-07]. 原始内容存档于2022-03-16.
28. ↑  .   [2022-02-09]. 原始内容存档于2022-03-18.
29. ↑  .   [2022-03-26]. 原始内容存档于2022-03-26.
30. ↑  .   [2022-02-13]. 原始内容存档于2022-03-17.
31. ↑  .   [2022-02-05]. 原始内容存档于2022-07-07.
32. ↑  .   [2022-02-15]. 原始内容存档于2022-03-15.
33. ↑  .   [2022-02-15]. 原始内容存档于2022-05-22.
34. ↑  .   [2022-02-16]. 原始内容存档于2022-03-16.
35. ↑  .   [2022-02-09]. （原始内容存档于2022-02-09）.
36. ↑  .   [2022-02-10]. （原始内容存档于2022-03-16）.
37. ↑  Top Filmaffinity
38. ↑  .   [2007-04-02]. （原始内容存档于2021-04-24）.

## 外部鏈接
- The Official Lili Marleen Page （页面存档备份，存于）
- Perry Como於1944年所唱的歌詞 （页面存档备份，存于）
- The Story Behind the Song: Lili Marleen （页面存档备份，存于）, published in The Telegraph, 11 October 2008.